# Иван Петров Милев (художник)
Иван Петров Милев е български художник, живеещ и работещ в София.

## Биография
Роден е на 15 юни 1957 г. в Априлово, Търговище. Завършва Художествена гимназия в София, а по-късно и ВИИИ „Николай Павлович“ в класа на проф. Добри Добрев.
Работи с маслени бои, акрилни бои, акварел. Поставил е множество самостоятелни изложби в страната. Негови платна са притежание на Националната галерия, Софийска градска художествена галерия и други галерии в страната, и частни колекции в България, Австрия, Белгия, Франция, Германия, САЩ, Швейцария, Великобритания
От 1972 г. живее и работи в гр. София. От 1990 г. Иван Милев е член на Съюза на българските художници. От месец декември 2009 г. Иван Милев е заместник-директор на Националната галерия.

## Награди
- 1989 – Диплом за живопис на VІІІ Международен младежки конкурс, София[1]
- 1994 – Голямата награда за живопис на Есенен салон, София[1][2]
- 2018 – Награда за живопис на шестия национален конкурс „АЛИАНЦ БЪЛГАРИЯ“[5] за живопис, скулптура и графика – София-град, София-окръг, регион Перник, Благоевград, Кюстендил
- 2018 – Голямата награда за живопис на Шестия национален конкурс за живопис, графика и скулптура на „АЛИАНЦ БЪЛГАРИЯ“
- 2024 - Голямата награда на VI Балканско квадринале на живописта „Митовете и легендите на моя народ“, Стара Загора '2024 [6]

## Самостоятелни изложби
- 1992 – Галерия „Арена“, София
- 1994 – Галерия „Досев“, София[1]
- 1996 – Галерия „Макта“, София[1]
- 1998 – Галерия „11“ в Столична библиотека, София[1]
- 2000 – Галерия „Дяков“, Пловдив[1]
- 2001 – Галерия „Дяков“, Пловдив[1]
- 2001 – Галерия „Артамонцев“, София[1]
- 2003 – Галерия „Балабановата къща“, Пловдив
- 2003 – Галерия „Макта“, София
- 2004 – Галерия „Юка“, Варна
- 2007 – НХГ – юбилейна изложба – 50 г.
- 2011 – Галерия „Станислав Доспевски“, Пазарджик
- 2011 – Галерия „L'UNION de Paris“, Пловдив
- 2012 – Галерия „Илия Петров“, Разград
- 2012 – Галерия „Никола Петров“, Търговище
- 2012 – Народно събрание на Република България
- 2013 – Галерия „П. А. Р. К.“, Пловдив
- 2014 – Галерия „Артамонцев“, София
- 2016 – Художествена галерия „Владимир Димитров – Майстора“, Кюстендил
- 2017 – Исторически музей, Попово
- 2025 – Художествена галерия Стара Загора - изложба "Докосната природа"

## Участия в групови изложби
- 1988 – Галерия на СБХ, бул. „Раковски“ 108, София
- 1990 – Зала „Спорт палас“, Варна
- 1990 – Галерия на СБХ, бул. „Руски“ 6, София
- 1992 – Градска художествена галерия, Карлово
- 1992 – Галерии във Вупертал и Крефелт, Германия[1]
- 1995 – Галерия „Арена“, София
- 1997 – Галерия „11“, Лугано, Швейцария[1]
- 2009 – Галерия „Ракурси“, София
- 2010 – Галерия „Ракурси“, София – Ивановден
- 2011 – Галерия „Ракурси“, София – Ивановден
- 2013 – Галерия „VOX“, Бургас – Ивановден
- 2015 – Галерия „Пентименто“ – Ивановден
- 2018 – Заключителна изложба на Шести национален конкурс „АЛИАНЦ БЪЛГАРИЯ“ за живопис, скулптура и графика, Изложбен център „Шипка“ 6, София[7]
- 2024 - VI Балканско квадринале на живописта "Митовете и легендите на моя народ", Художествена галерия Стара Загора

## Галерия
- „Планински мотив“ 
 смесена техника, 100 x 240 см 
 Иван Милев
- „Градини“ 
 смесена техника, 70 x 200 см,
Иван Милев
- „Дървета“ 
 смесена техника, 100 x 240 см
Иван Милев
- „Природа“ 
 смесена техника, 100 x 240 см
 Иван Милев
- „Борова завеса I“, 2000 г., 
 смесена техника, 100 х 81 см 
Иван Милев
- „Портрет на Наташа“, 1981 г.
 маслени бои, платно, 106 x 72,3 см
Иван Милев
- „Пейзаж“, 2020 г.
 смесена техника, 90 x 70 см 
Иван Милев
- „Планински мотив“, 2015 г. 
 смесена техника, 70 x 50 см 
Иван Милев
- „Пейзаж“, 2022 г.
  смесена техника, 70 x 50 см 
 Иван Милев
- „Планински мотив“, 2017 г.
 смесена техника, 70 x 50 см 
 Иван Милев
- „Равнина“, 2006 г.,
 смесена техника,
Иван Милев
- „Терени“, смесена техника,
Иван Милев
- „Необичайна есен“, 2006 г., 
смесена техника,
Иван Милев
- „Борова завеса“, 2006 г. 
 смесена техника, 100 х 80 см 
 Иван Милев
- „Лято“, 2006 г. 
 смесена техника 
 Иван Милев
- „Родопски мотив“, 2005 г.
 смесена техника 
Иван Милев
- „Дървета“, 2004 г. 
 смесена техника 
 Иван Милев
- „Националната художествена академия“, 1984 г.
 маслени бои, платно 
 Иван Милев
- „Автопортрет“
 рисунка, 2004 г. 
 Иван Милев
- „Родопски мотив“, 1989 г. 
 смесена техника, 54,5 х 194 см 
 Иван Милев
- Етюд, 1983 г.,
 по време на следване в Националната художествената академия, София,
Иван Милев
- Етюд, 1983 г., 
по време на следване в Националната художествената академия, София,
Иван Милев
- Етюд, 1980 г.,
 100 х 70 см, по време на следване в Националната художествената академия, София,
Иван Милев
- Етюд, 1983 г.,
 по време на следване в Националната художествената академия, София,
Иван Милев
- Етюд, 1980 г., 100 x 80 cm,
 Национална художествената академия, София
- Етюд, 1980 г., 100 x 80 cm,
Национална художествената академия, София
- Етюд, 1982 г., 130 x 96.5 cm, 
Национална художествената академия, София
- Островът, 2024 
  смесена техника, 98 х 140 cм 
 Иван  Милев 
Голямата награда на VI Балканско квадриeнале на живописта „Митовете и легендите на моя народ“, Стара Загора '2024
- "Родопски пейзаж", 2025 г.
 смесена техника, 130 х 98 см 
 Иван Милев